# Tucheng (köping i Kina, Jiangsu)
Tucheng (kinesiska: 土城, 土城镇) är en köping i Kina. Den ligger i provinsen Jiangsu, i den östra delen av landet, omkring 320 kilometer norr om provinshuvudstaden Nanjing.
Genomsnittlig årsnederbörd är 1 098 millimeter. Den regnigaste månaden är juli, med i genomsnitt 341 mm nederbörd, och den torraste är januari, med 10 mm nederbörd.